# 샵 (음악 그룹)
샵(The S#ARP)은 1998년부터 2002년까지 활동했던 대한민국의 혼성 그룹이다. 1집 《The S#arp》으로 데뷔하였다. 데뷔 당시에는 장석현, 이지혜, 서지영, 오희종, 존 김의 5인 체제였으나, 1집 활동 중에 크리스가 합류하였다. 2집 활동 당시에는 오희종과 존이 탈퇴하고 여성 멤버 소리를 영입하지만 소리도 2집 활동 후에 탈퇴한다. 2000년에 발표한 3집 《The Four Letter Word Love》부터 장석현, 이지혜, 서지영, 크리스의 4인 체제로 활동하였지만 2002년 10월 15일 멤버인 이지혜와 서지영의 불화로 결성 4년만에 사실상 해체하였다.

## 이전 구성원
| 이름           | 소속 시기          | 역할             |
| -------------- | ------------------ | ---------------- |
| 장석현         | 1998 ~ 2002 (해체) | 래퍼, 댄서       |
| 이지혜         | 1998 ~ 2002 (해체) | 메인보컬         |
| 서지영         | 1998 ~ 2002 (해체) | 보컬, 래퍼, 댄서 |
| 소리           | 1999 ~ 2000        | 래퍼, 댄서       |
| 오희종         | 1998               | 래퍼             |
| 존 김 (김영진) | 1998               | 래퍼             |
| 크리스         | 1999 ~ 2002 (해체) | 래퍼             |

## 역사

### 결성과 1집 'The S#arp'
1998년, 룰라의 이상민이 프로듀싱에 참여하며, 컨츄리 꼬꼬의 소속사이자 매니지먼트 회사였던 월드뮤직이 혼성 4인조 그룹을 결성하게 된다. 이 그룹은 의류 브랜드 스톰의 모델로 활동하던 오희종, 서지영, 장석현과 업타운 멤버 김상욱의 소개로 들어가게 된 리더 존 김(김영진), 그리고 1997년부터 솔로 데뷔를 준비하던 이지혜로 구성되었다. 그룹의 이름은 샵 (The S#arp)으로 정해졌으며, 속뜻은 음악 기호 샵처럼 차츰 정상으로 오르고 앨범마다 성장해가는 모습을 보여준다는 의미를 담고 있다.
당시 메인보컬 자리를 맡고 있던 서지영은 서브보컬로 포지션이 바뀌며 이지혜가 메인보컬을 담당하게 된다. 1998년 10월 28일 샵은 KMTV 쇼 뮤직탱크!를 통하여 자신들의 1집 앨범의 타이틀로 내세운 힙합 펑키 댄스곡 'Yes'를 내놓으며 인기몰이를 하게 된다. 정규 1집을 발표하기 전 싱글 앨범 'Yes'를 발매하며 PC통신을 중심으로 팬을 끌었고, 이후 발랄한 댄스곡 'Lying'을 선보이며 큰 인기를 모으고 99년 초, 그들은 공식 팬클럽인 'EVOLUTION'의 창단식을 열며 공식 팬클럽이 창설되었다. 99년 1월, 후속곡 활동에서 힙합 그룹 E&C의 일원이었던 미국 출신 멤버 크리스가 객원 래퍼로 영입되면서 잠시 6인조로 활동하게 되지만 여성 래퍼였던 오희종은 건강 악화와 가족들의 반대로 인해 탈퇴했다. 샵은 미디엄 템포 발라드 '美'를 선보이며 1집 활동을 마치게 된다. 하지만 팀 내에 문제가 생기게 된다. 서지영은 이지혜에게 악감정이 있었고, 기존 멤버들에게 불만을 호소했으나, 이 과정에서 래퍼이자 리더였던 존은 음악적 견해 차이로 탈퇴 수순을 밟게 되었고 이후 업타운에 합류한다. 그렇게 되면서 자연스레 객원 랩퍼였던 크리스가 샵의 정식 멤버로 발탁되어 2집을 준비하게 되었고 이때부터 장석현이 팀의 리더가 되었다. 이 과정에서 부산 출신이며 댄스 경연대회에서 다수의 수상 경력을 자랑하던 소리(전진영)가 샵에 합류하게 된다.

### 2집 'The S#arp+2'
1999년 그들은 작곡가 박근태와 손잡고 2집 활동을 1999년 9월 18일 'MBC 음악캠프'를 통해 뮤직비디오 촬영 영상의 일부를 선보이며 시작하게 된다. 1999년 10월 2일 'MBC 음악캠프'에서 타이틀 곡 'Tell Me Tell Me'와 '아껴온 사랑'을 퍼포먼스 하며 첫 방송을 시작하게 되었고, 앨범은 10월 중순에 발표된다. 샵은 당시 여러 음악방송에서 라이브를 소화하며 신문에 기사가 나기도 했으며, 앨범 발표 3주만에 1999년 11월 2일 'KBS 뮤직뱅크'에 1위 후보로 오르는 등 빠르게 인기 몰이를 했고, 단숨에 인기 혼성그룹 자리에 오르게 된다. 12월 그들은 방송 차트 1위에 오르며 데뷔 1년만에 정상을 차지하며 그들의 인기를 과시했다. 이 후 12월 후속곡 '가까이'도 1위 후보에 오르며 귀여운 가사와 신나는 멜로디로 많은 사랑을 받았다. 이 시점부터 서지영과 이지혜의 사이가 틀어지게 된다. 이미 인기 스타가 되어버린 샵이었지만, 샵의 본업은 가수였기에, 파트배열에 문제가 생기게 된것이다. 하지만 곧 이어 2000년 초 3번째 후속곡 'For You'를 마지막으로 성공적인 2집 활동을 마무리했다. 그 해 인기상, 신인상 등을 수상했으며 195,908 장의 판매고를 올리며 히트했다. 2집 활동 종료를 시점으로 래퍼 겸 안무를 맡았던 소리가 학업 문제 등의 이유로 탈퇴하게 되는데, 서지영이 소리를 심하게 괴롭혀 탈퇴했다는 이야기가 많았으나 진위는 불분명하다. 소리가 탈퇴함에 따라 샵은 이 때부터 남성 2명, 여성 2명의 4인조 체제가 되었고 이 네명이서 3집을 준비하게 된다. 공백기 시절 이지혜가 미국에 음악 공부 및 여행을 떠났고, 나머지 멤버들은 음악 녹음 및 운전면허 취득 등 한국에서 시간을 보냈다. 이 후 이지혜는 돌아와 미국에서 유행하고 있는 '엔 싱크', '브리트니 스피어스'가 유행시키고 있는 팝 장르에 감명을 받아서 3집은 전작과 달리 팝적인 스타일로 세련된 곡들을 녹음하게 된다.

### 3집 'The Four Letter Word Love'
2000년 8월, 샵은 3집 The Four Letter Word Love를 발표하며 타이틀 곡 '잘됐어!!!'로 활동을 시작하게 된다. 당시 귀여운 이미지로 사랑을 받은 서지영이 섹시한 컨셉을 선보여 큰 이슈를 몰게 되었으며, 이지혜의 짧은 숏컷 또 한 화제였다. 남성 멤버 장석현의 금발 머리도 화제였으나, 지상파 방송국 KBS의 염색 머리 금지령에 따라 활동 1주만에 흑발로 헤어컨셉을 수정하기도 했다. 활동 당시 박지윤, 핑클, H.O.T., 베이비복스 등의 아티스트 및 대형 그룹과 활동 시기가 맞물려, 정상에 도달하기까지는 시간이 걸렸으나 여전히 그들의 건재함을 과시하기라도 하듯, 10월 말 음악 방송 및 라디오 차트에서 1위를 석권하는 듯 인기를 실감케 했다. 하지만 팀내에 큰 문제가 생겼다. 그저 작은 다툼으로 끝이 날 것 같았던 두 여성 멤버 간의 불화는 심해지고 만 것이다. 3집 활동 중이던 2001년 초에 라디오 스케줄을 준비하고 있을 때 이지혜의 얼굴에 서지영이 케이크를 던지는 등 라디오 펑크 사건이 나기도 했고, 서지영은 메인보컬 이지혜를 대놓고 무시하는 등 상식 밖의 행동을 했던 것이다. 이에 이지혜는 크게 상심한 나머지, 스튜어디스 시험을 보며 어떻게든 그저 팀의 이미지를 위해 자연스레 탈퇴를 할 방법을 마련해 보았으나, 이마저도 그들의 소속사 대표가 말리는 등 이지혜는 어쩔 수 없이 샵의 자리를 지키게 된다. 샵은 이 문제를 원만히 해결할 수 있던 시기에 아무렇지 않게 활동을 지속해 나가는 큰 실수를 하게 된다. 10월 22일 SBS 인기가요 방송을 하던 중 서지영이 심한 복통으로 무대에서 실수를 하는등, 많은 팬들을 걱정하게 했다. 무대가 끝난 뒤 서지영은 쓰러지고 긴급 수송되어 맹장수술을 하게 되고, 이지혜는 서지영의 병실 간호를 의리 때문에 지키는 모습을 보여준다. 서지영은 1주일만에 방송에 복귀하였으며 가을, 타이틀 곡과는 정 반대의 잔잔한 분위기의 '그래도 될까?'를 후속곡으로 선보이며 3집 활동을 마치게 된다. 샵은 그 해 인기상등을 수상하며 170,894장의 판매고를 올렸다. 공교롭게도 이때 샵의 4집 준비는 80%가량 완성이 되어가고 있었다. 이미 11월 스튜디오에서 자켓 촬영을 하는등 급속도로 4집을 준비하고 있었다.

### 4집 '4ever feel so good', 4.5집 'flat'
2001년 2월, 샵은 2달 반의 짧은 공백기를 보낸 뒤, 4집을 발표하게 된다. 서지영의 쌍꺼풀 수술만 아니었다면 3집 발표 후 바로 샵이 활동을 이어갈 수 있었다는 팬들의 흥미로운 의견도 있었다. 이례적으로 샵은 앨범 발표와 동시에 뮤직비디오를 촬영하지 않았다. 그 이유는 'Sweety'와 '백일기도'의 타이틀 곡 선정 때문이었다. 최종적으로 '스위티'가 타이틀곡으로 결정되고 나서야 2월 말, 뮤직비디오 촬영을 하게 된다. 타이틀곡 '스위티'는 대 히트를 치게 되었고, 이지혜와 서지영이 무대에서 높은 힐을 신고 있어 다리가 다칠 염려가 있기 때문에 15억가량의 보험을 드는 등, 샵은 대중들의 큰 관심을 끄는데 성공했고 샵은 데뷔 후 최정상의 인기를 누리게 된다. 타이틀곡 '스위티'는 방송횟수 132회를 돌파해 기록을 세웠으며 후속곡 '백일기도' 또한 3주 연속으로 1위를 하고 골든컵을 수상하는 등 큰 사랑을 받았다. 4집은 짧은 공백기간이 무색할 정도로 큰 성공을 거둔다. 이에 샵에서 귀엽고 사랑스러운 이미지로 팀 내에서 인지도가 제일 높았던 서지영은 대놓고 이지혜를 무시하는 행동을 했으나, 멤버 장석현이 서지영을 자제시키고, 이로 인해 팀 내에 큰 마찰이 생기게 된다. 이에 서지영과 크리스는 장석현을 공식적인 자리에서 모욕을 주는 등, 장석현마저 팀에서 위기에 처하게 한다. 이에 장석현은 어쩔 수 없이 마음은 이지혜 편이었으나, 소속사에 의해 서지영과 크리스와 함께 이지혜를 외면하게 된다. 하지만 방송에서는 오히려 서지영과 이지혜의 사이는 매우 가까워 보였고, 전혀 문제가 없어 보였다. 4집 활동을 성공적으로 마치고 그 해 224,049장의 판매고를 기록했다.
2001년 11월, 샵은 스페셜 앨범 'Flat'을 발표하게 된다. 앨범 명의 뜻은 항상 댄스 음악을 모티브로 하여 사랑을 받았으나, 플랫 앨범의 타이틀곡 같은 잔잔한 분위기의 곡도 소화를 잘하는 모습을 보여주고 싶어서 샵과 반대되는 의미를 가진 플랫을 앨범명으로 채택한다. 타이틀 곡 '내 입술, 따뜻한 커피처럼...'에서 서지영은 랩을 시도하며 큰 화제를 불러 일으킨다. 서지영이 랩을 맡게 된 이유는 따로 있었다. 서지영은 전작에서 솔로곡을 불렀으나 보컬적인 능력과 실력은 이지혜가 월등했기 때문에, 대중들에 전혀 관심을 못 받게 되자 더 많은 인기를 누리기 위해 크리스처럼 랩을 배우고 깜찍한 랩을 선보이게 됐다. 서지영의 작전은 완벽하게 들어 맞게 된다. 서지영의 또다른 발견이라는 네티즌들의 반응도 있었지만, 역시나 랩 실력이 부족하다는 의견도 있었다. 하지만 타이틀 곡은 서지영의 깜짝 변신의 화제에 힘입어 큰 사랑을 받게되었으며, 현재까지도 많이 불리는 곡이다. 이 시기에 서지영과 이지혜의 사이는 절정으로 치닫게 되자 무대 구성을 아예 이지혜, 그리고 서지영과 남성 멤버들을 따로 녹화하여 방송에 송출하기도 했으며 앨범 쟈켓도 따로 찍기도 했다. 2002년 1월 류시원과 서지영의 열애설이 알려지자 류시원을 포함한 다른 동료 연예인들마저 이지혜를 심하게 디스했다. 하지만 이지혜는 샵을 지키기 위해 팀을 끝내 탈퇴하진 않았다. 한편 샵은 후속곡 'Kiss Me'로 활동을 재개하며 4.5집 활동을 마쳤으며 스페셜 앨범이 이례적으로 20만 장이 넘었고, 최종 203,131장을 매상해 그들의 인기를 입증시켰다.

### 5집 활동과 KBS 별관 폭행 사건, 해체
2002년, 장석현이 시트콤 등에 출연하고, 서지영이 방송 인기 게스트로, 크리스가 다른 뮤지션들에 랩핑에 참여하고, 이지혜가 라디오 게스트에 활발히 참여하는 등 개인활동에서도 눈에 띄는 활약을 한다. 서지영과 이지혜는 사이가 너무 나빠진 나머지, 자켓 촬영과 녹음을 더불어 안무 연습마저도 따로 진행하게 된다. 이후 9월, 5집 '눈물'로 컴백하게 된다. 샵의 역대 앨범 타이틀곡 중 가장 무난한 클럽 댄스곡이었으나 한 멤버의 푸쉬로 타이틀곡으로 낙점 된다. 하지만 이 시점에 이지혜와 서지영의 사이는 최고조에 달하게 되는데, 서지영이 구두에 걸린 이지혜를 밀치는 등 험악하게 이지혜에게 행동했으며 그녀의 행실은 더욱 악랄해가고 있었다. 하지만 샵은 역시나 타이틀곡이 상위권 챠트에 랭크 되는 등 그들의 인기를 과시했다. 이때 서지영과 크리스는 Mnet '비키의 막강생방' 등의 고정 게스트로 참여 하게 되는 등 활동 영역을 넓혀가고 있었다.
하지만 이렇게 이지혜를 괴롭히던 서지영의 행실이 마침내 드러나는 사건이 발생하게 된다. 2002년 10월 8일 방송된 KBS 위성 방송을 준비하러 엘리베이터를 함께 탑승한 두 여성 멤버 중 서지영이 말에 리듬을 붙여 "재수없어 이지혜♪~ 이지혜 싸가지 없는 X♩~ XX하네" 라며 이지혜를 농락했고 이에 지난 4년간 참고 있던 화를 이기지 못하고 마침내 이지혜가 서지영에게 반격을 하기 시작했다. 이지혜는 화가 나서 서지영의 머리를 두 차례 가격하며 서지영에게 "너는 얼마나 잘했는데" 등의 말을 던지며 서지영에게 맞섰다. 서지영은 이 사실을 자신의 부모에게 말하고, 서지영의 친모인 조은주가 KBS 대기실 복도로 찾아와 이지혜를 폭행하고 거침없는 욕설을 내뱉으며 이지혜에게 방송을 하지 말라며 난동을 부렸다. 이 때 샵의 매니저가 이지혜를 밴으로 피신시켰다. 10일 KBS 뮤직뱅크 무대에서는 서지영의 친부는 그녀에게 방송을 하지 말라고 지시했다. 이지혜는 서지영의 촬영 불참만은 안 된다고 생각하여 서지영에게 매니저 입회 하에 정중하게 사과를 하였으나 서지영은 들은 체 만 체 무시했다. 하지만 서지영이 끝내 방송에 불참하는 바람에 방송에 펑크가 났고 이 날 방송은 출연자를 교체해야 하는 상황까지 이르게 되었으며, 이 때 출연자는 왁스로 대체되었다. 펑크가 나게 되면서 기사화가 되었으며, 결국 이 사건은 언론까지 알려질 정도로 큰 연예계 이슈가 되었다. 이로 인해 샵의 모든 사실을 밝혀낼 기자회견이 열렸다. 장석현은 마지막에 이지혜의 손을 들고 이지혜와 함께 기자회견을 마련했으며, 서지영은 크리스와 함께 기자회견을 했다. 서지영은 이지혜가 아무 이유 없이 자신의 온몸을 기절할 정도로 구타했으며 이로 인해 정신적 피해 및 병원 치료를 받았다고 허위진술을 하였으며, 반면에 장석현은 서지영이 원인 제공을 했다고 밝혔다.
서지영은 회사 직원들에게 자신이 더 유리하게 기자회견을 할 수 있게 도와달라고 했지만, 이에 샵의 매니저 구광태는 서지영의 주장은 거짓이라고 밝혔고, 이에 서지영은 기자회견 현장을 떠났다. 한편 사건의 피해자였던 이지혜는 오히려 샵을 옹호하며 자신의 잘못도 많다고 기자회견을 이어갔다. 샵의 소속사였던 월드뮤직 김동철 대표는 이로써 샵은 더 이상 활동을 할 수 없다고 판단하여 그 해 10월 15일, 지난 4년간 큰 사랑을 받았던 혼성그룹 샵은 결국 해체하게 된다. 이후 서지영은 모든 잘못이 알려지자 대중들에게 엄청난 비난을 받았고 현재까지도 큰 비난을 받고 있다. 이지혜는 동정을 얻었음에도 불구하고 이 사건의 여파로 인하여 가요계를 떠나게 되자 "이지혜 솔로 추진 위원회"가 결성되는 등 서지영의 생각과는 정 반대로 일이 번지게 됐다.

### 해체 후 현재
1998년도에 데뷔해 2002년까지 큰 사랑을 받았던 혼성그룹 샵은 서로에 대한 기본적인 배려조차도 없었고, 활동 당시 멤버들의 나이도 어렸기에 자신들의 행동이 옳고 그른지에 대해 판단을 하지 못하며 활동을 이어가다 결국 해체에 이르렀다. 샵은 아직까지도 불화설이라는 주제의 기사나 방송에서 꼭 언급되는 그룹이라는 불명예를 안게 되었다. 화려한 스포트라이트를 받았지만 몇 멤버의 만행으로 팀은 영원히 팬들의 마음 속에 사라지고 말았고, 두 여성 멤버는 결국 남보다도 못한 사이가 되고 말았다.
해체 후 팬들에게 미안한 마음과 고마운 마음을 전하고자, 2003년 베스트 앨범 "Smart & Smooth"를 발표하고 S#arp이라는 음악의 종지부를 찍었다.
한편 샵의 소속사 월드뮤직은 이 사건으로 인해 2003년 초 폐업하였으며 이 소속사에 있던 가수들은 소속사를 이적하거나 새로운 소속사를 설립하였다.
하지만 뻔뻔하게도 서지영은 활동 중단한지 얼마 되지 않아 드라마로 복귀한다. 대중들은 서지영을 비판적인 눈길로 바라보았지만, 2005년 솔로 앨범을 발표한 뒤 2011년 11월 금융인과 결혼에 골인하고 연예계 활동을 쉬고 있다. 샵 멤버 중 가장 활발한 활동을 하고 있는 이지혜는 해체 후 가요계를 잠시 떠났다가 2005년 솔로 앨범으로 컴백하며 가수 활동을 재개하였다. 크리스도 크리스토퍼라는 예명으로 가수의 길을 택했으며 현재는 스킨케어 사업에 몰두하고 있는 것으로 확인되었다. 또 한 LA에서 결혼한 뒤 자녀를 둔 것으로 알려졌다. 팀에서 리더를 맡던 장석현은 해체 이후 연예계를 떠났다가 2009년 가요계로 복귀하였다. 샵의 해체 후 월드뮤직의 대표는 샵이 활동 당시에 연수익이 10억 원에 달했으나 불화 사건 때문에 샵이 해체되고 수익이 바닥나는 바람에 서지영을 고소했고, 서지영은 연인 류시원과도 끝내 결별하게 된다.
이 후, 2005년 이지혜가 싱글 가수로 활동하던 중 과로로 쓰러져 병원에 입원하면서 서지영이 문병을 왔다. 2008년 10월 31일, SBS의 절친노트에 서지영과 이지혜가 동반출연해 큰 화제를 불러 일으켰으며, 6년만에 재회한 두 멤버는 서로에게 진심을 담아 사과했다. 다음 주 방송된 R.ef편에서도 동반출연 하기도 했다.
원년 멤버 중 1집 시절 객원 래퍼 출신인 존은 현재 아리랑TV에서 김영이라는 이름으로 리포터를 맡고 있으며, 또한 여성 멤버였던 오희종은 이후로 활동을 이어가다가 현재 근황은 찾아보기 어렵다. 2집 출신 여성 멤버 소리는 자신의 고향인 부산으로 공부를 하러 돌아갔으며 현재는 디자이너로 활동 중이다.
하지만 이지혜와 서지영은 처음에는 자주 연락을 주고 받는 사이는 아니라고 밝힌 바 있었으나 현재는 서로 연락을 주고 받으면서 관계를 회복한 상태이다.
2012년 5월 27일, 멤버 이지혜는 자신의 트위터에 멤버 서지영을 제외한 샵의 남성 멤버 크리스, 장석현과 같이 찍은 사진을 공개하며 화제가 되었고, 2013년 6월 16일, 이지혜가 자신의 트위터를 통해 자신을 포함해 장석현, 크리스, 서지영 등 11년만에 모인 샵 멤버 전원이 같이 찍은 사진을 공개했다.

## 음반 목록

### 정규 앨범
- 1998년 1집 - 《The S#arp》
  - 타이틀 곡 (3번 트랙) : Yes
  - 판매량 : 73,575장
- 1999년 2집 - 《The S#arp+2》
  - 타이틀 곡 (2번 트랙) : Tell Me, Tell Me
  - 판매량 : 195,908장
- 2000년 3집 - 《The Four Letter Word Love》
  - 타이틀 곡 (2번 트랙) : 잘됐어!!!
  - 판매량 : 170,894장
- 2001년 4집 - 《4ever Feel So Good》
  - 타이틀 곡 (3번 트랙) : Sweety
  - 판매량 : 207,198장
- 2001년 4.5집 - 《Flat Album》
  - 타이틀 곡 (2번 트랙) : 내 입술... 따뜻한 커피처럼
  - 판매량 : 203,131장
- 2002년 5집 - 《Style》
  - 타이틀 곡 (2번 트랙) : 눈물
  - 판매량 : 137,785장

### 비정규 앨범
- 2003년 베스트앨범 - 《Smart & Smooth》
  - 타이틀 곡 (CD 1 11번 트랙) : Tell Me, Tell Me
  - 판매량 : 17,848장

## 수상

### 가요 프로그램 1위
| 연도            | 수상 내역 (총 13회) |
| --------------- | --- |
| 1999년 (총 1회) | - Tell Me, Tell Me (총 1회) - 12월 7일 KBS 《뮤직뱅크》 1위 |
| 2000년 (총 2회) | - 잘됐어! (총 2회) - 10월 19일 KBS 《뮤직뱅크》 1위 - 10월 26일 KBS 《뮤직뱅크》 1위 (2주 연속) |
| 2001년 (총 8회) | - Sweety (총 4회) - 4월 5일 KBS 《뮤직뱅크》 1위 - 4월 12일 KBS 《뮤직뱅크》 1위 (2주 연속) - 4월 15일 SBS 《인기가요》 1위 - 4월 22일 SBS 《인기가요》 1위 (2주 연속) - 백일기도 (총 4회) - 6월 14일 KBS 《뮤직뱅크》 1위 - 6월 21일 KBS 《뮤직뱅크》 1위 (2주 연속) - 6월 28일 KBS 《뮤직뱅크》 1위 (3주 연속) - 7월 1일 SBS 《인기가요》 1위 |
| 2002년 (총 2회) | - 내 입술... 따뜻한 커피처럼 (총 2회) - 1월 5일 MBC 《음악캠프》 1위 - 1월 13일 SBS 《인기가요》 1위 |